# Молонгло (река)
Молонгло (англ. Molonglo River) — река в Австралии. Начинается на западной стороне Большого Водораздельного хребта в восточной Австралии в штате Новый Южный Уэльс. Река течёт с юга на север, затем поворачивает на северо-запад, протекает по окраине города Квинбьян, где принимает свой основной приток — реку Квинбьян, продолжает течение через столицу страны Канберру, где она была перегорожена дамбой для образования искусственного озера Берли-Гриффин, и далее впадает в реку Маррамбиджи на северо-западной окраине Канберры. Длина — 80 км.

## Этимология
Исследователь Чарльз Тросби в 1820 году указал эту реку под названием Йеламбиджи. Возможно, это было местное название реки на языке аборигенов нгуннавал. (Суффикс «биджи» обычен для аборигенских названий рек в районе Канберры, и, очевидно, означает «воду» или «реку»). Вероятно, название Молонгло было дано реке аборигенами народности Мулингголах, проживавшими в районе посёлка Кэптэйнс Флэт. В своём течении в районе нынешней Канберры река, вероятно, была известна по названию народа нгамбри, произносимому как «кембури», «канберри» и в других вариантах транскрипции.[стиль]

## История

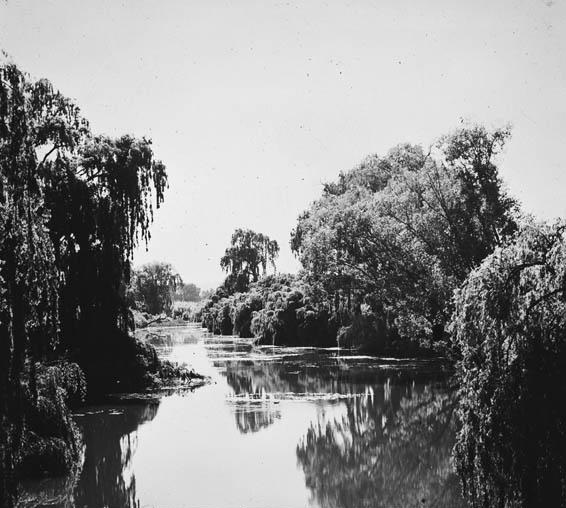
Река Молонгло в районе Эктон в 1920 году

В ранние годы европейской колонизации реки Молонгло и Квинбьян были известны как «рыбные реки» благодаря изобилию в них рыбы. Среди специфических местных видов рыбы мюррейская треска, золотистый окунь и серебристый окунь. В 1930-х и 1940-х годах отвалы горных разработок близ Кэптэйнс Флэт дважды сбрасывались в реку в верхнем течении, уничтожив почти всю рыбу и других обитателей реки ниже района разработок. Несмотря на профинансированную Правительством в 1976 году программу реабилитации, некоторые токсичные компоненты до сих пор просачиваются в реку в районе Кэптэйнс Флэт. В 1964 году на реке было построено и заполнено искусственное озеро Берли-Гриффин. В 1970-х и 1980-х годах проводилась программа восстановления популяции мюррейской трески и золотистого окуня, что удалось сделать в самом озере и на небольшом отрезке реки выше по течению.[стиль]